# 中共衢县支部旧址
中共衢县支部旧址位于中国浙江省衢州市柯城区旗杆巷18号，原为周石华故居，1927年1月至4月曾为中共衢县支部（后改名为中共衢州独立支部，为衢州地区第一个中共支部）和衢县妇女协会所在地，现仍为民居。建筑坐北朝南，分正厅与后楼两进，面阔均为三间，两侧设厢房（楼）。